# Il capolavoro sconosciuto
Il capolavoro sconosciuto (titolo originale francese: Le Chef-d'œuvre inconnu) è un racconto breve di Honoré de Balzac. Compare inizialmente in due parti sulla rivista L'Artiste il 31 luglio e il 7 agosto 1831, e successivamente nello stesso anno è incluso, in una forma rimaneggiata, nella raccolta Romans et contes philosophiques. Nel 1847 lo scrittore vi apporta altre modifiche e lo inserisce nel volume Le provincial à Paris, con il nuovo titolo di Gillette.
Come in altre opere, Balzac analizza i misteri della psiche umana, concentrandosi in particolare sulla creazione artistica e sull'incapacità da parte del pubblico di riconoscere e apprezzare la rivoluzionaria originalità di un genio.

## Trama
Alla fine del 1612, il giovane Nicolas Poussin si reca all'abitazione parigina del pittore François Porbus, con l'intento di incontrarlo. Qui conosce un misterioso vecchio di nome Frenhofer, un borghese grande esperto di arte che in passato ha aiutato economicamente il pittore Mabuse, ottenendo in cambio di diventare il suo unico allievo. Dal maestro, Frenhofer ha imparato tutti i segreti della pittura, e dopo averli invitati a casa sua rivela a Poussin e Porbus di lavorare da sette anni a un dipinto che non esita a definire un capolavoro, ma che si rifiuta di mostrare loro, nascondendolo gelosamente. Tornato nella locanda in cui alloggia con l'amante e modella Gillette, Poussin, desideroso di ammirare il quadro, chiede alla ragazza di posare per il vecchio, riuscendo a convincerla nonostante le ritrosie. 
Tre mesi dopo, Porbus va a fare visita a Frenhofer, trovandolo in uno stato di grande scoraggiamento. Il vecchio non è infatti completamente soddisfatto del suo lavoro e si ripromette di recarsi in Oriente per cercare nuovi modelli a cui ispirarsi. Porbus propone allora di usare come modella la giovane amante di Poussin, e mentre l'anziano pittore si ostina a rifiutare sdegnosamente l'offerta i due fanno ingresso nello studio. Tuttavia, di fronte allo sguardo intenso che Frenhofer posa su Gillette, Poussin ha un moto di gelosia e richiama la ragazza per riportarla alla locanda. Vinte le ritrosie, Frenhofer alla fine acconsente a mostrare loro il quadro a cui sta lavorando da tanti anni. Il dipinto desta però perplessità nei due artisti, che non riescono a riconoscere niente della figura di donna descritta dal vecchio, se non un piede di autentica bellezza. Accortosi che questi non comprendono la sua arte, frutto di continue ricerche e riflessioni, Frenhofer cade in una profonda sconsolazione e scaccia i suoi ospiti. Morirà nella notte, dopo aver bruciato tutti i suoi dipinti.

## Riduzione cinematografica
Ispirandosi al Capolavoro sconosciuto, Jacques Rivette ha diretto il film La bella scontrosa.

## Edizioni italiane
- Honoré de Balzac, Il capolavoro sconosciuto, Pierre Grassou, a cura di D. Monda, Milano, Rizzoli, 2002.